# Церква Сан-Франческо делла Вінья
Церква Сан-Франческо делла Вінья (італ. San Francesco della Vigna) — церква у Венеції в районі Кастелло.

## Початкова історія
Назва церкви походить від виноградника, на місці якого була побудована церква. Володар виноградника Марко Дзані передав земельну ділянку  1253 року для побудови церкви задля спасіння власної душі. Тут також була капличка, де нібито бачили янгола, що завітав до св. Марка і промовив «Мир тобі, евангелісте мій».
У XIII столітті тут стояла невелика церква в готичному стилі, що мала три нави. Нетривалість готичних церков на вологих ґрунтах Венеції примушувала до ремонтів. Було щонайменше дві причини розпочати реконструкцію старовинної церкви. Першою була офіційна підтримка ордену францисканців, котрому належала тоді церква. Другою було втручання дожа Андреа Грітті, багата родина котрого мешкала неподалік церкви.

## В 16 столітті
У 1534 році, під керівництвом Сансовіно, почалося будівництво нової, францисканської церкви. А в 1562—1572 роках у церкви з'явився фасад роботи Андреа Палладіо із статуями Святого Павла і Святого Мойсея . Бронзові скульптури створені з моделями Тиціано Аспетті (1557-1606).

## Фасад церкви і каплиці
Створення головного фасаду затяглося. Був створений проєкт роботи Якопо Сансовіно у стриманому стилі відродження, бо Сансовіно наслідував побажанням ченця Франческо Зорзі. Зорзі наполягав на тричастинному фасаді як натяк на святу Трійцю.
Цьому проєкту не судилося бути реалізованим через спротив. За припущеннями венеційський патрицій Даніеле Барбаро зробив усе можливе, аби перешкодити реалізації проєкта Сансовіно і передати замову Андреа Палладіо. Згодом був реалізований саме проєкт Палладіо. Він теж не відрізнявся пишністю. Фасад тричастинний. Акцентована центральна частина з порталом коринфськими колонами. Вони підтримують трикутний фронтон з постаментами для майбутніх скульптур. Бічні частини прикрашені колонами помітно меншої висоти. Вони підтримують трикутний фронтон, позділений навпіл, але з тим же кутом нахилу, що і центральний. Всі колони підняті на смугу високого постамента. По центру симетрії у полі фронтону рельєф із зображенням орла, що розгортає смугу з написом «Оновлено» (Renovabitur).
Церква швидко стала престижною. Її бічні каплиці були продані багатим родинам Венеції за 200-350 золотих дукатів. Власникам каплиць було дозолено створити власне оздоблення та право поховання померлих членів родини. Так, дож Андреа Грітті виплатив очільникам церкви 1000 золотих дукатів за право бути похованим в церкві під її підлогою неподалік головного вівтаря. 

## Твори мистецтва в церкві
У церкві зберігають низку творів мистецтва роботи венеційських майстрів:
- Паоло Веронезе, «Святе сімейство з святими», вівтар каплиці
- Антоніо Негропонте, «Мадонна з немовлям»
- Джованні Белліні, «Мадонна з немовлям і святими»
- Фрески Баттіста Франко
- Антоніо Віваріні «Св. Єронім,Бернардино, Луї Тулузький»
- Поргуддя роботи скульптора Антоніо Гаї
- Релігійний живопис художника Антоніо Васілаккі.

## Галерея

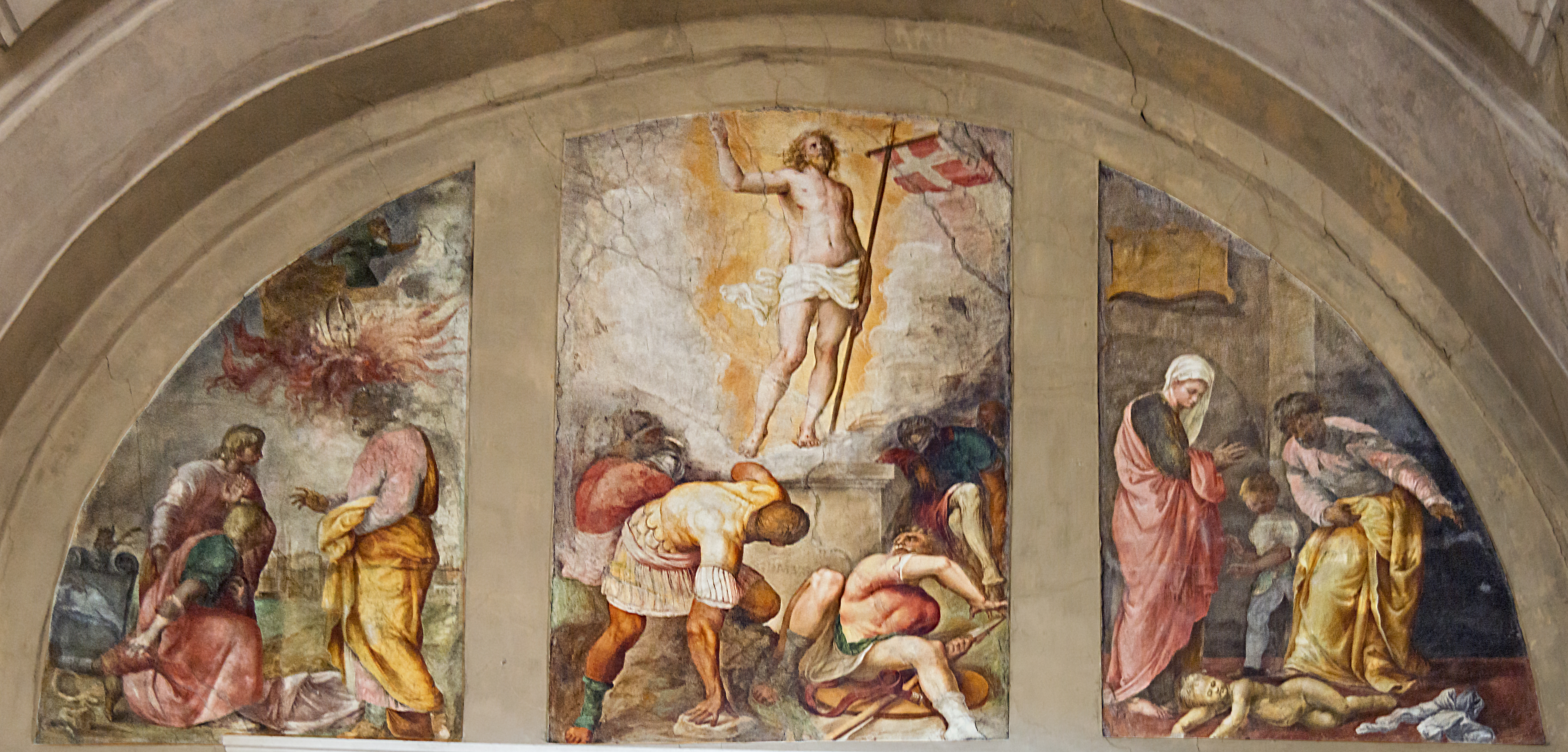
Баттіста Франко. Фреска в люнеті зі сценою Преображення Христа.

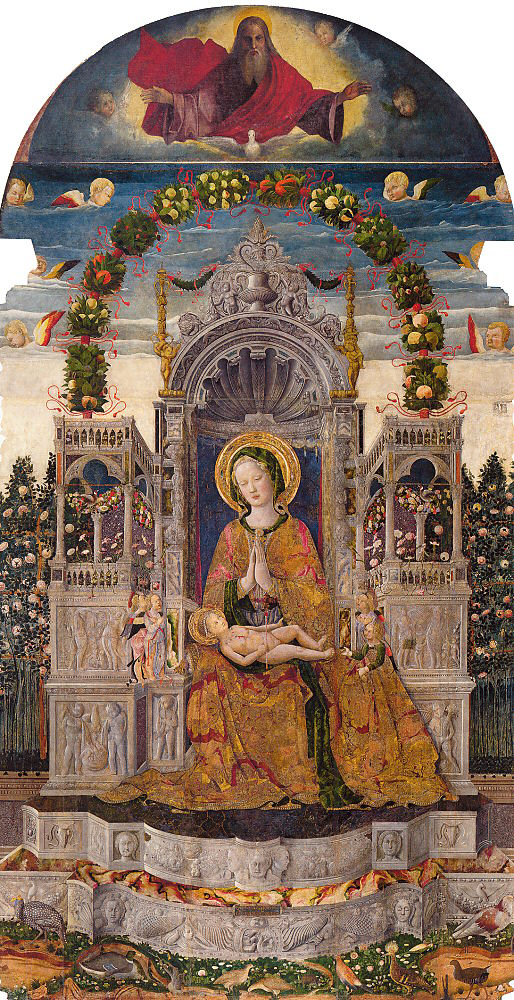
Антоніо Негропонте. «Мадонна з немовлям на троні», бл. 1455 р.

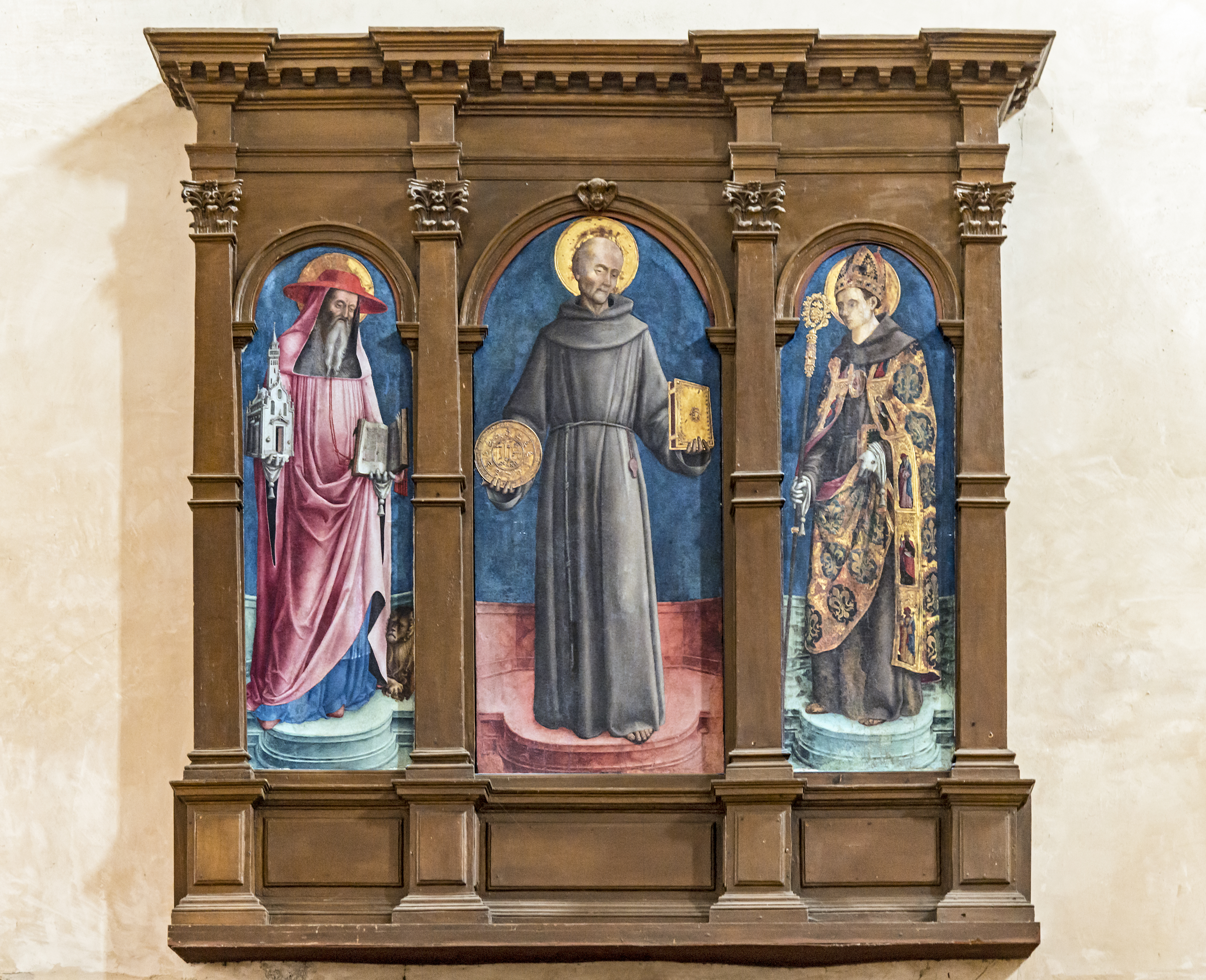
Антоніо Віваріні. «Святі Єронім, Бернардино, Луї Тулузький»
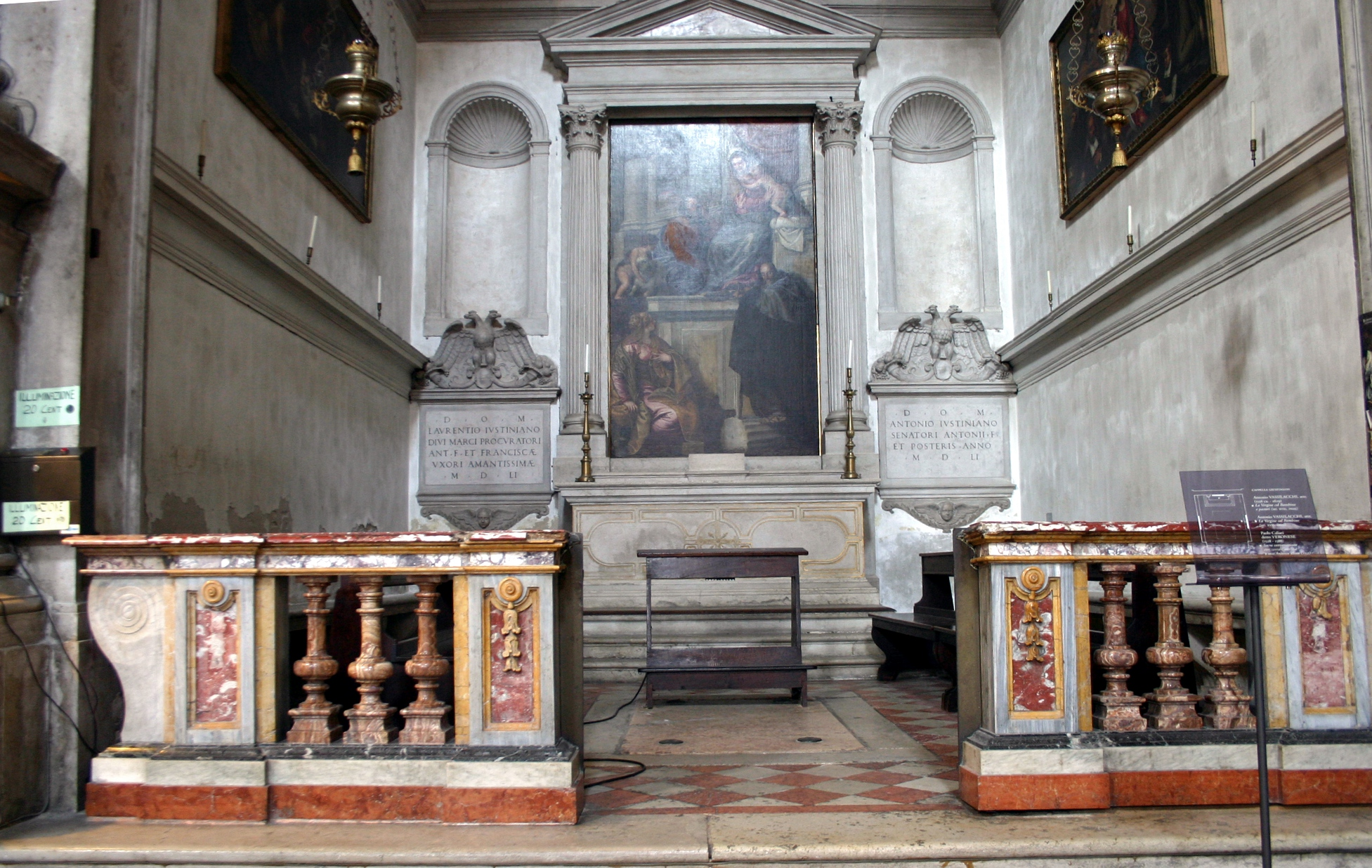
Каплиця родини Джустініані, загальний вигляд
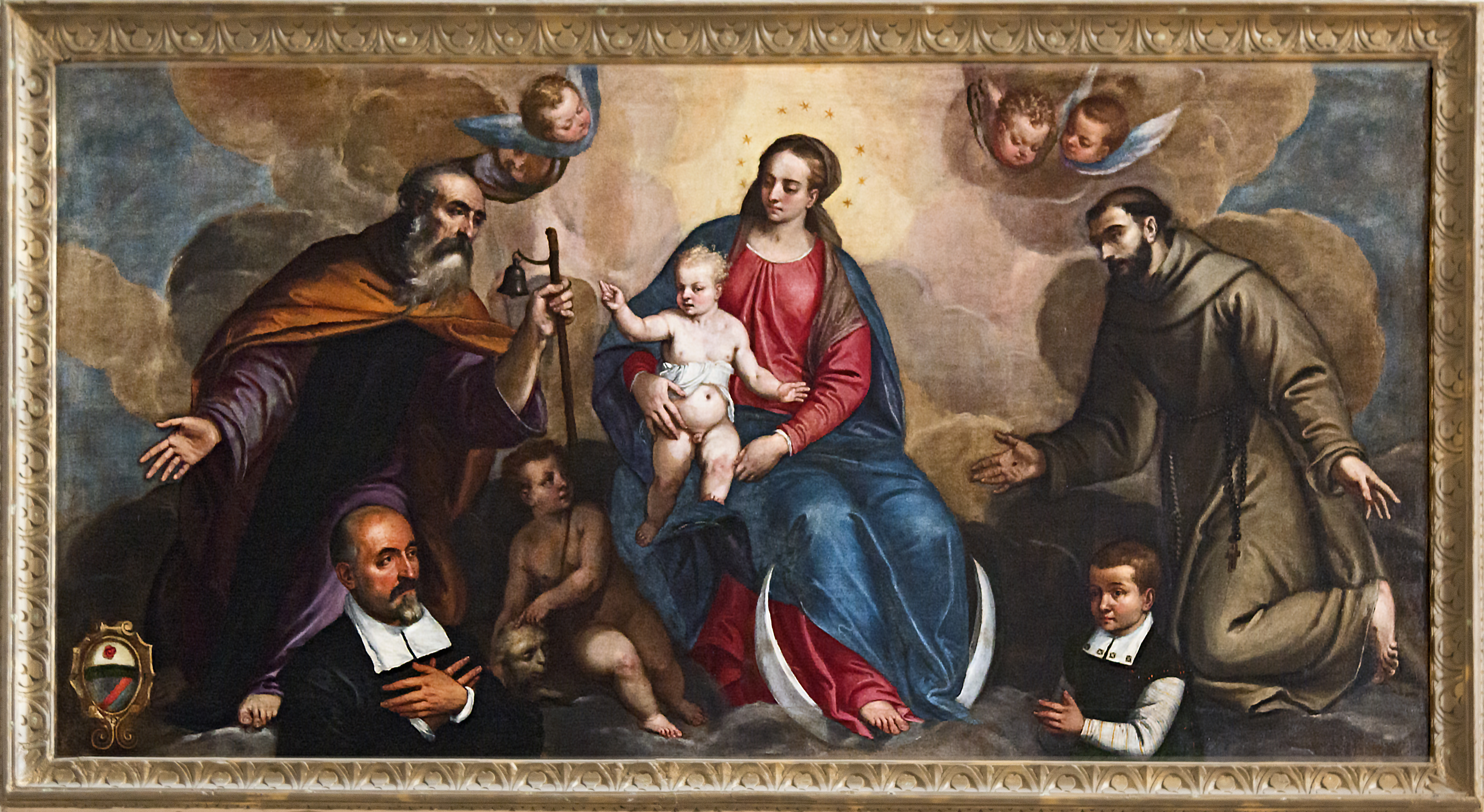
Антоніос Васілакіс. «Мадонна з немовлям, святими і донатором», 16 ст.
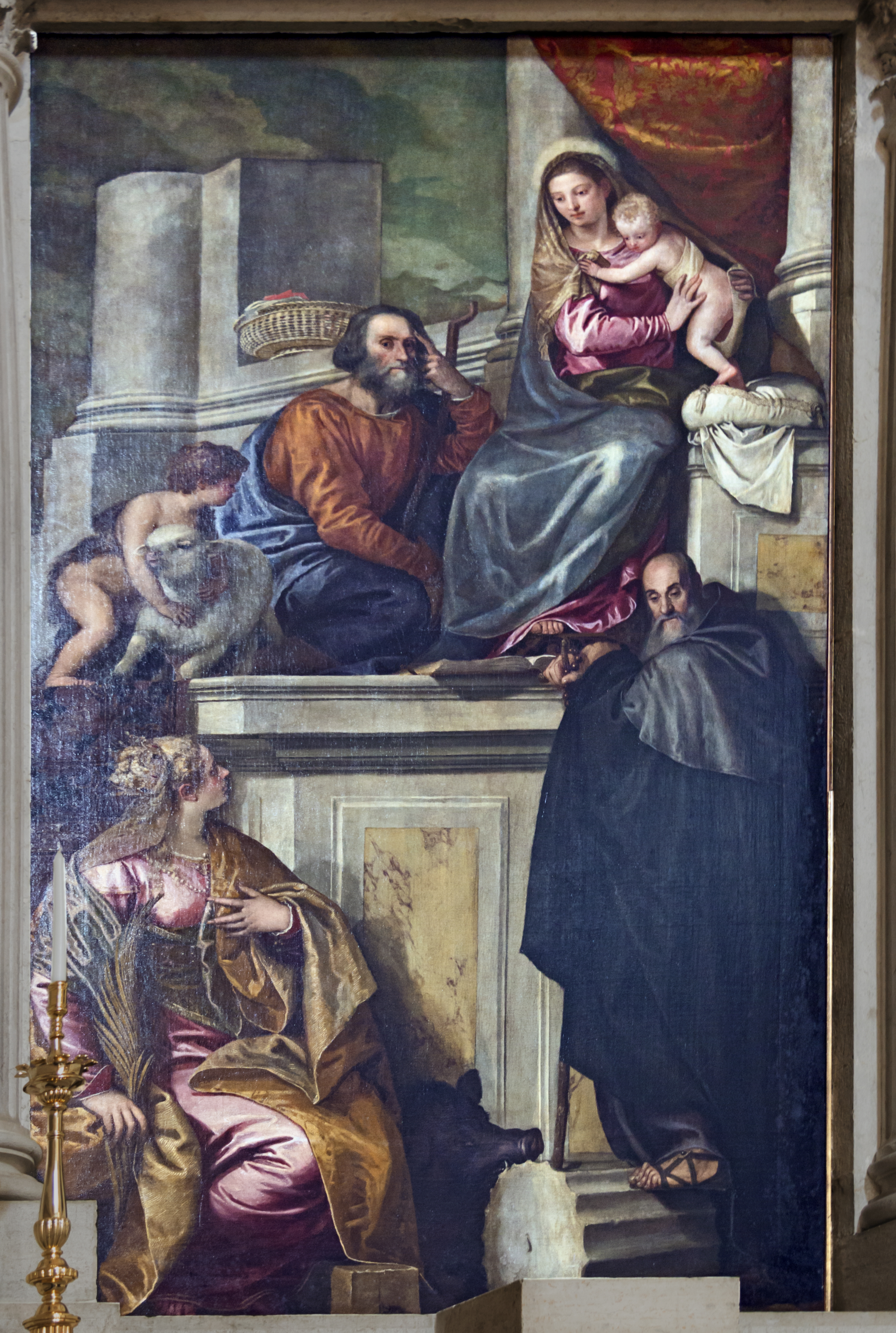
Паоло Веронезе. «Св. Родина з Іваном Хрестителем дитиною, Антонієм абатом і Катериною Александрійською», 1551 р.
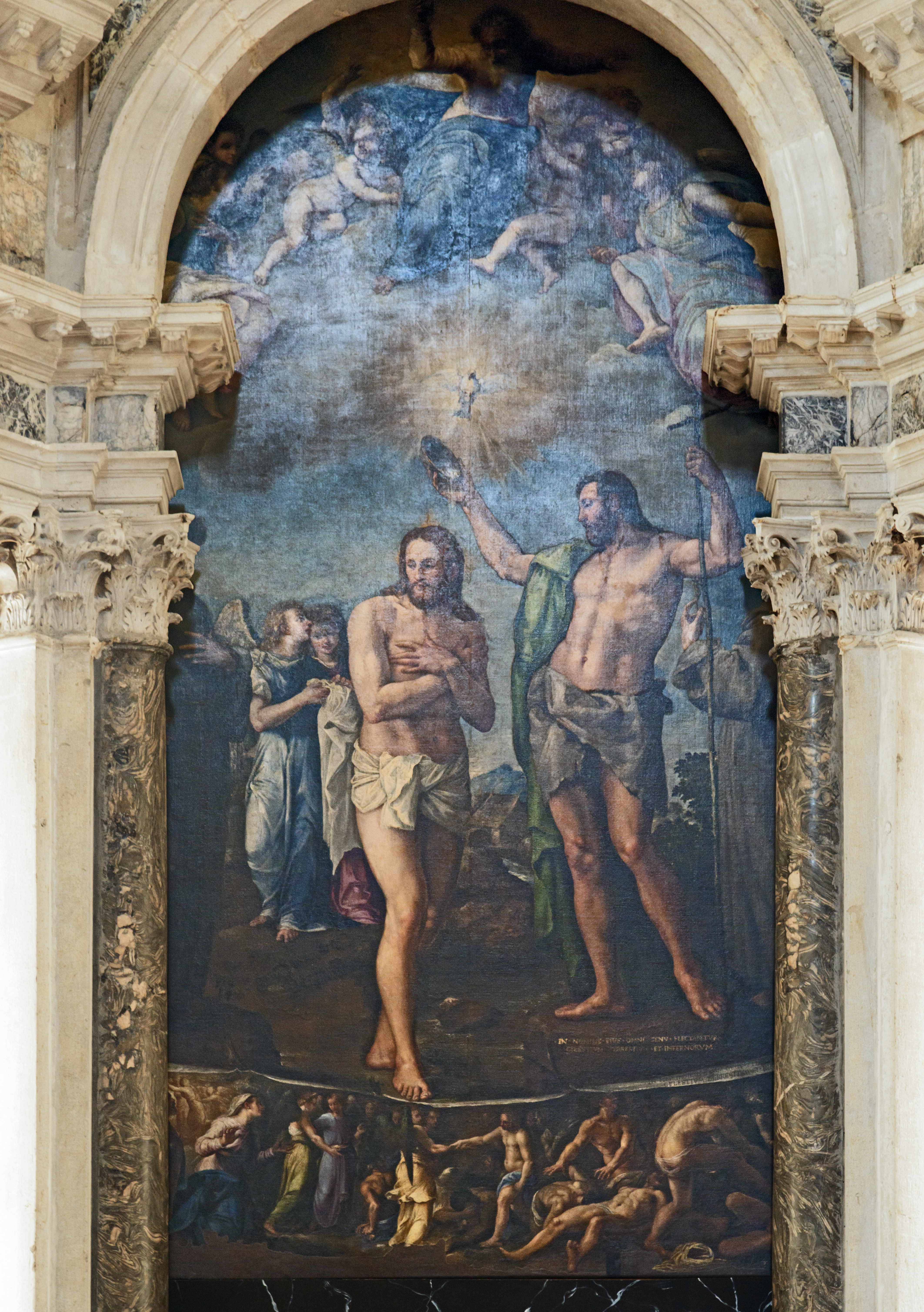
Баттіса Франко. «Хрещення в Йордані», 1555 р.(каплиця Барбаро)
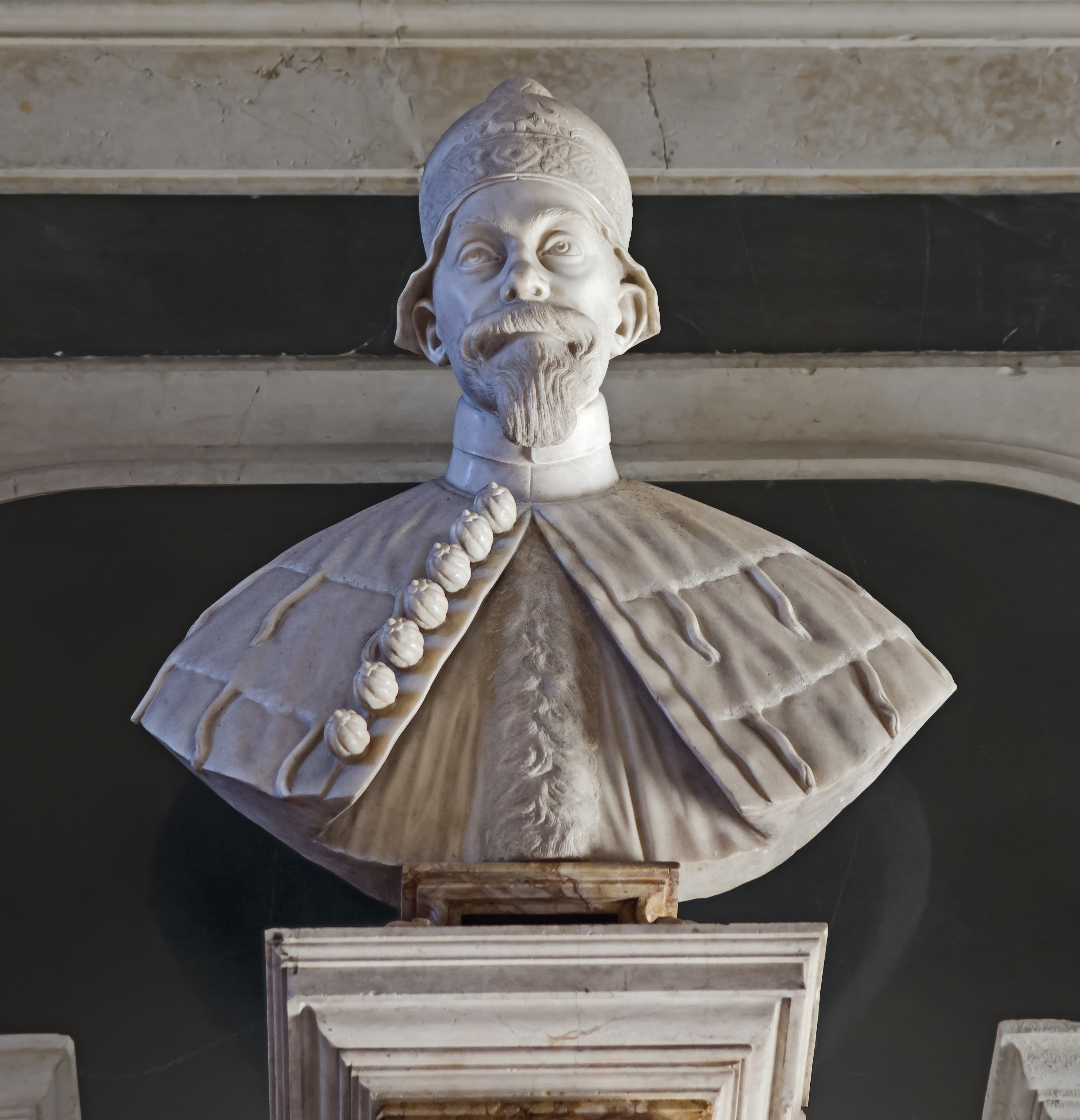
ск. Антоніо Гаї. Дож Франческо Контаріні, погруддя
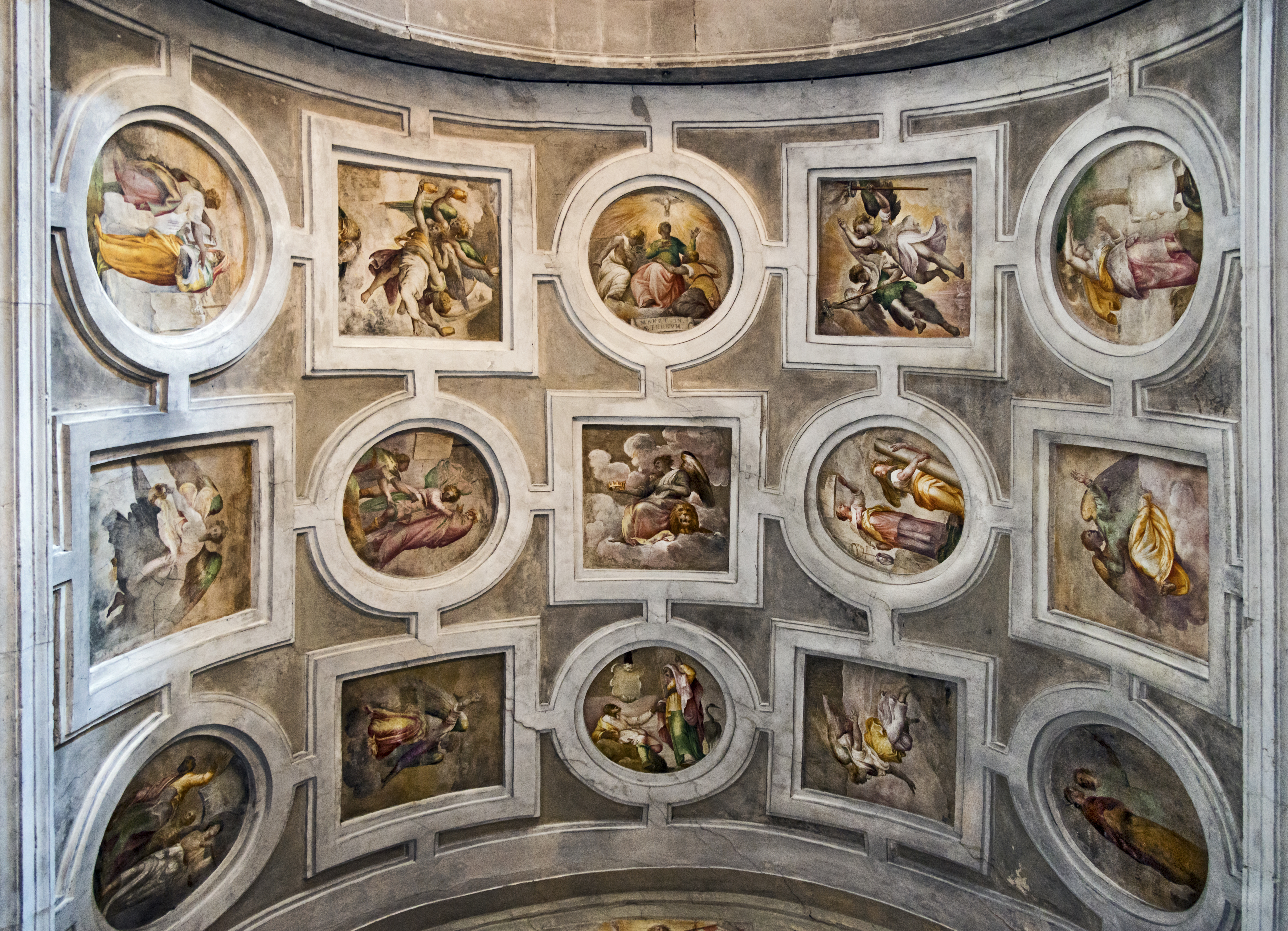
Баттіста Франко. Стінописи у римських медальйонах каплиці Грімані.
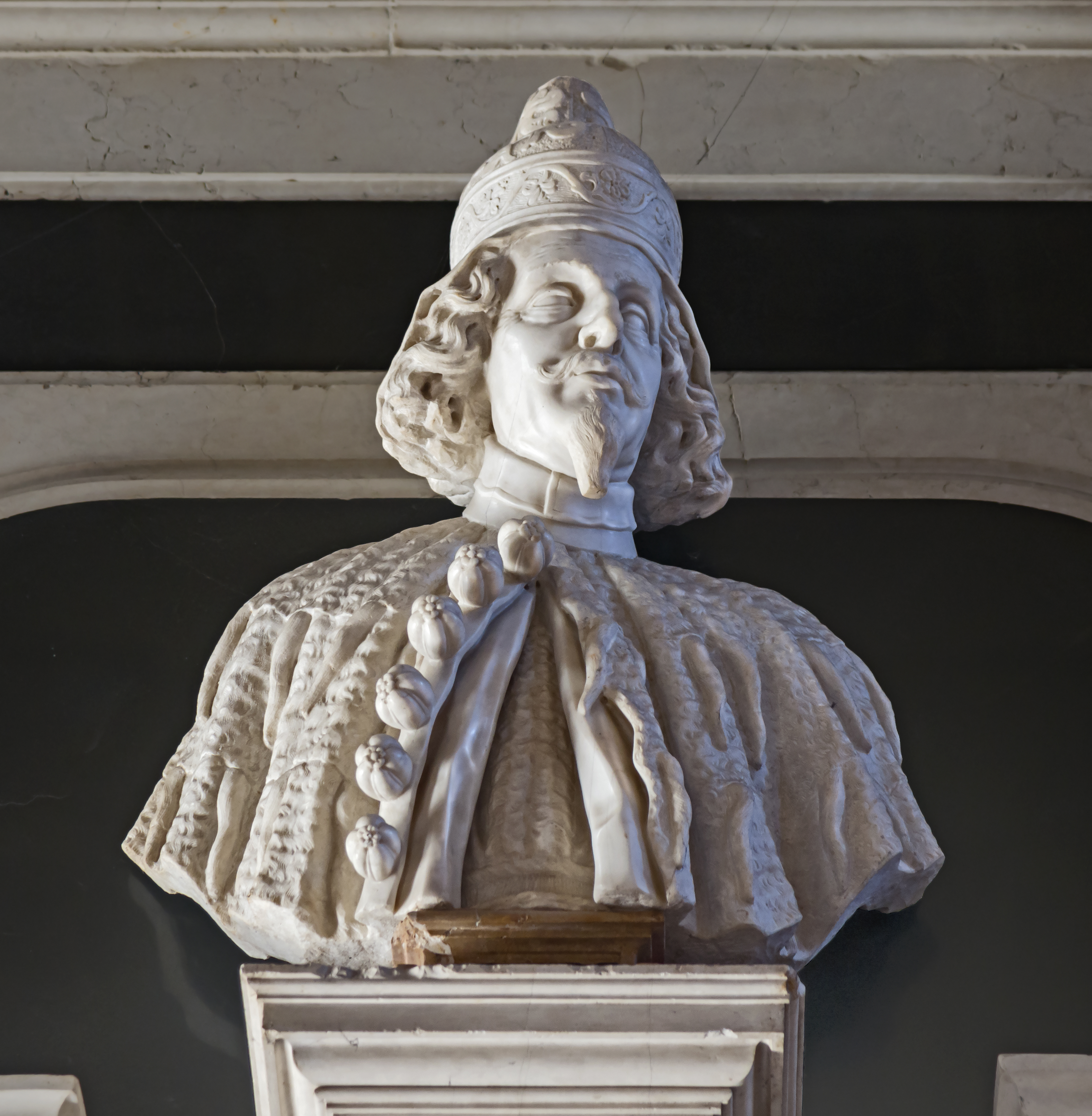
ск. Антоніо Гаї. Дож Альвізе Контаріні, погруддя
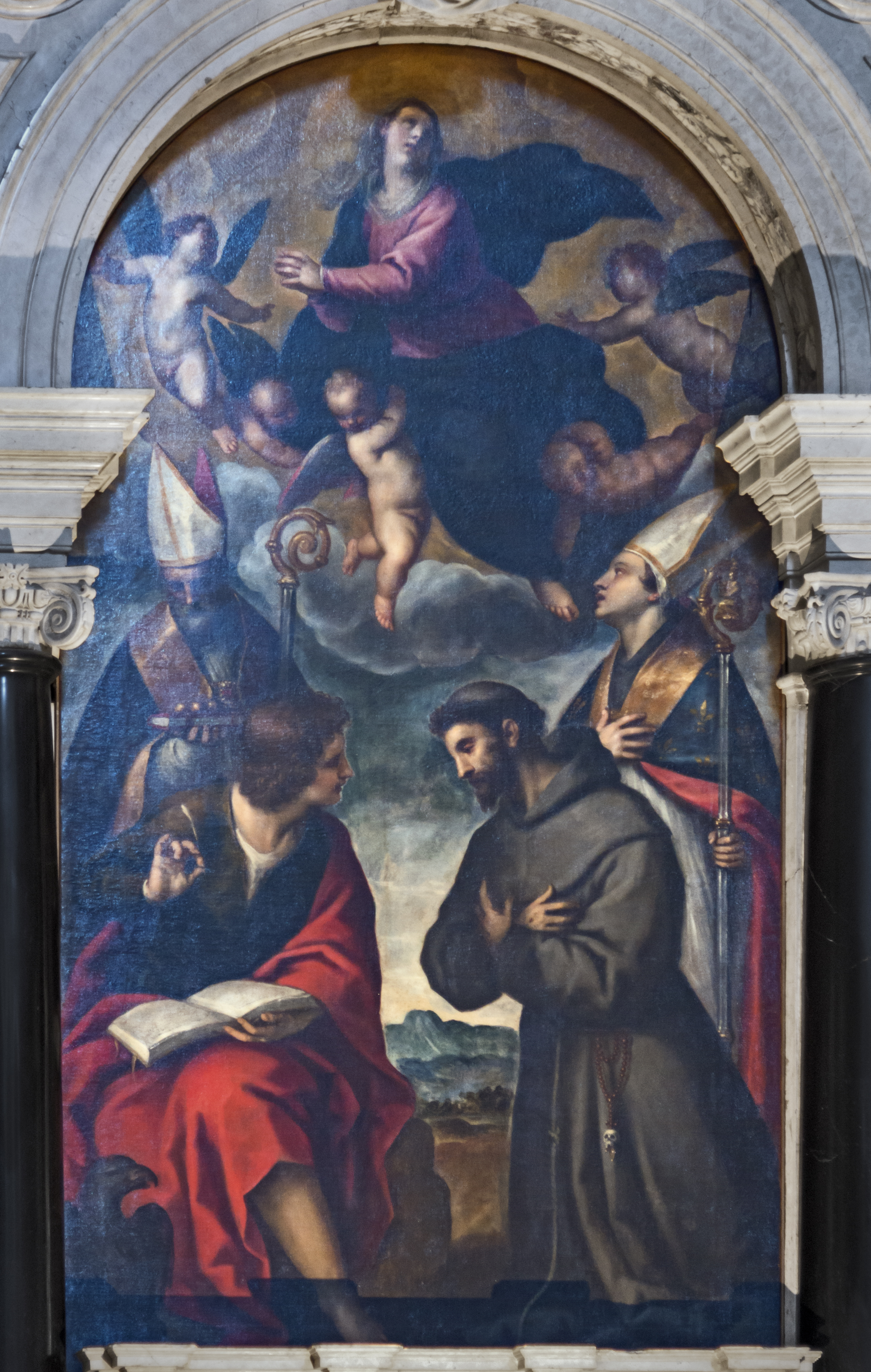
Пальма молодший. «Мадонна в славі і святі», до 1628 р. (каплиця Контаріні)
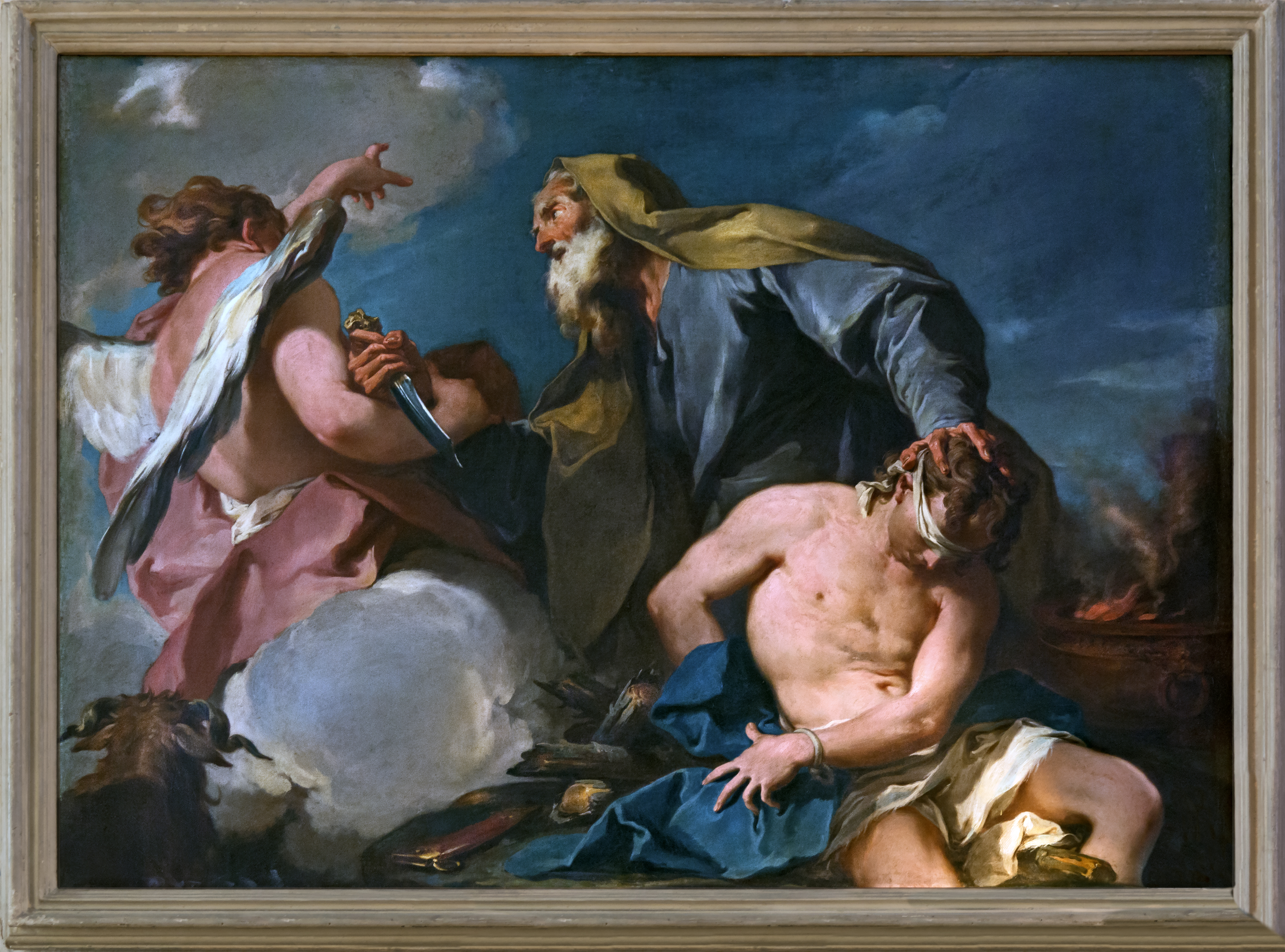
Джованні Баттіста Піттоні. «Жертвоприношення Ісаака» (каплиця Бадоер).